# Liobagrus marginatoides
Liobagrus marginatoides is een straalvinnige vissensoort uit de familie van de slanke meervallen (Amblycipitidae). De wetenschappelijke naam van de soort is voor het eerst geldig gepubliceerd in 1930 door Wu.